# Quận Lander, Nevada
Quận Lander là một quận thuộc tiểu bang Nevada, Hoa Kỳ. Quận lỵ là Battle Mountain6.
Theo điều tra dân số năm 2000 của Cục điều tra dân số Hoa Kỳ, quận có dân số 5794 người.